# Lídia Nikolàievna Seifúl·lina
Lídia Nikolàievna Seifúl·lina, rus: Лидия Николаевна Сейфуллина (Varlàmovo, gubèrnia d'Orenburg, 3 d'abril de 1889 — Moscou, 25 d'abril de 1954) va ser una escriptora, bibliotecària, periodista, mestra i actriu russa.
Filla d'un sacerdot ortodox d'origen tàrtar, va començar a escriure novel·les amb set anys. Es va graduar de liceu a Omsk, i amb 17 anys va començar a treballar com a professora a l'escola primària d'Orenburg. S'adherí entusiàsticament a la Revolució Russa de 1917. Va intentar actuar com a actriu, i de 1919 a 1921 va treballar com a bibliotecària a Chelyabinsk i va escriure per a un conjunt de teatre infantil que havia fundat. A partir de 1920 va estudiar a Moscou i va escriure per a les revistes siberianes Novosibirsk i Siberian Fire. Obtingué un gran èxit amb Virineja (1925), una de les primeres narracions sobre l'emancipació de la dona a la Unió Soviètica. Rambé va descriure molt vívidament la revolució en el camp siberià i la vida dels fills abandonats (Pravonarušiteli, 1922, Peregnoj, 1924). Les seves obres, d'un accentuat dramatisme, se situen amb preferència en medis rurals i palesen un gran coneixement de la llengua popular. Altres obres seves són les narracions Aleksandr Makedonskij (‘Alexandre de Macedònia’, 1922), Muzickij skaz o Lenine (‘Una llegenda camperola sobre Lenin', 1924) i Sobstvennost' (‘Propietat’ 1933). A partir dels anys trenta la seva producció disminuí notablement de resultes de la censura implantada per Stalin. Després es va dedicar principalment al periodisme i la no-ficció, amb obres com Na svoej zemlje (1946). També va escriure per al teatre.